# Myurium
Myurium là một chi rêu trong họ Myuriaceae.